# British Gas
Pour les articles homonymes, voir British Gas (homonymie).
British Gas plc était anciennement le nom d'un fournisseur de gaz naturel qui détenait le monopole au Royaume-Uni. À l'origine publique, la société fut privatisée en 1986. En 1997, British Gas se sépare de Centrica plc et devient alors BG plc.